# 朝倉古墳
朝倉古墳（日语：／ Asakurakofun）是位於日本高知縣高知市朝倉的一座古墳，形狀不明，高知縣指定史跡，與位於南國市的小蓮古墳、明見彥山1號墳並稱為土佐三大古墳。

## 概要
古墳位處高知平原西面，朝倉神社的神體山赤鬼山的南麓。昭和時期，由於進行開墾，墳丘的封土被掘走，露出了石室。
古墳的墳形不明。墓室形態是兩袖式橫穴式石室，全長約10米。有傳在明治初期，石室出土了甲冑、馬具、鐵鏃和須惠器，但是現在無法確認出土文物的所在地。由於石室由巨石所建，推測古墳建於飛鳥時代前期（約7世紀前半）。
1930年，青年團對墳丘進行了測量調查，1935年在石室的調查中，出土了鐵鏃和須惠器碎片。1950年，古墳域成為高知縣指定史跡。2004年8月5日至15日，高知大學人文學部考古學研究室進行了測量和石室實測調查，2008年8月2日至9月1日，則在石室玄室內進行了考古調査。翌年8月17日-9月25日，則在墳丘、石室羨道內和石室前庭內進行了考古調查。

## 墓室
石室規模如下。

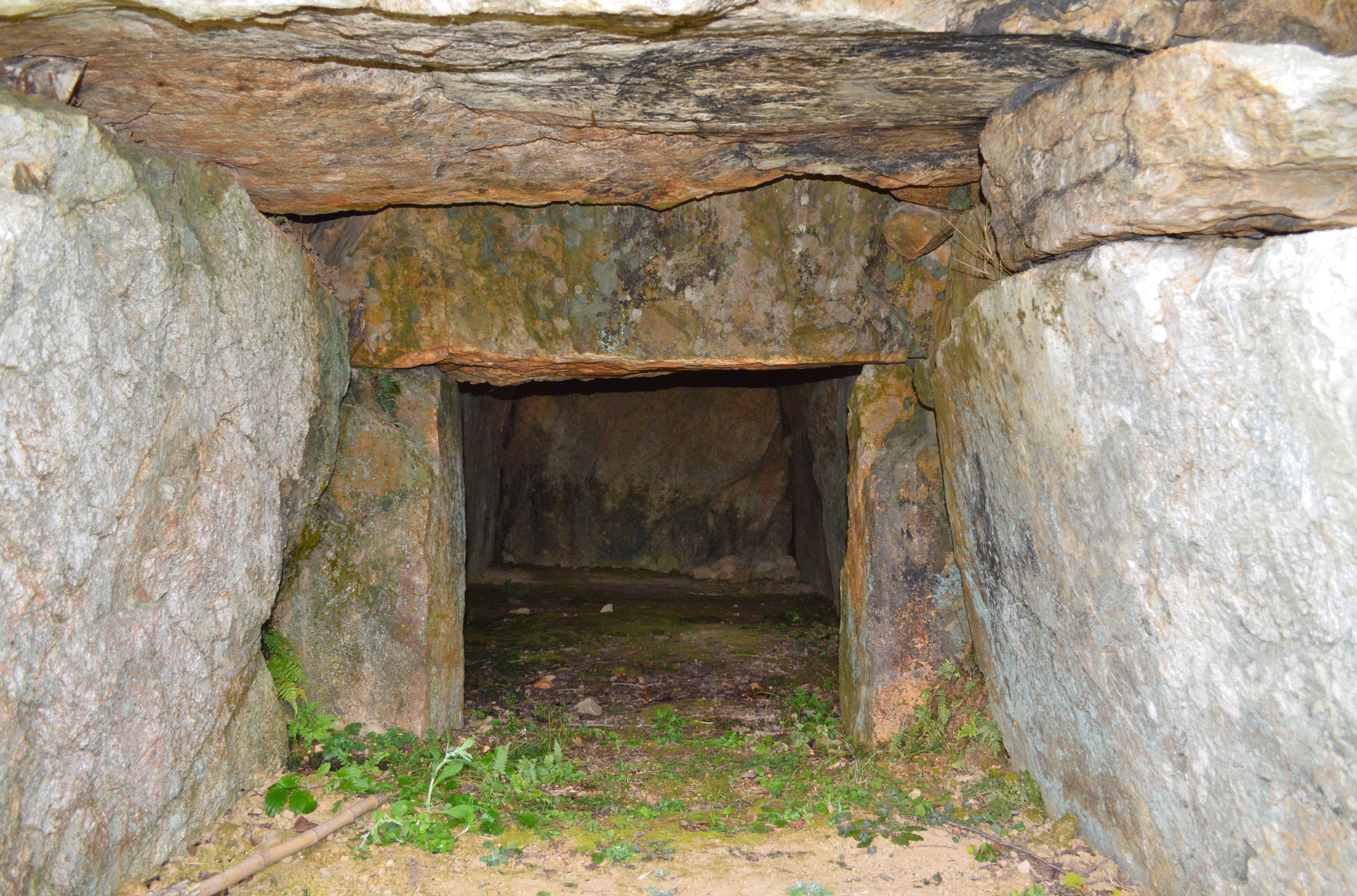
玄室
  - 長：5.4米
  - 寬：2.6米
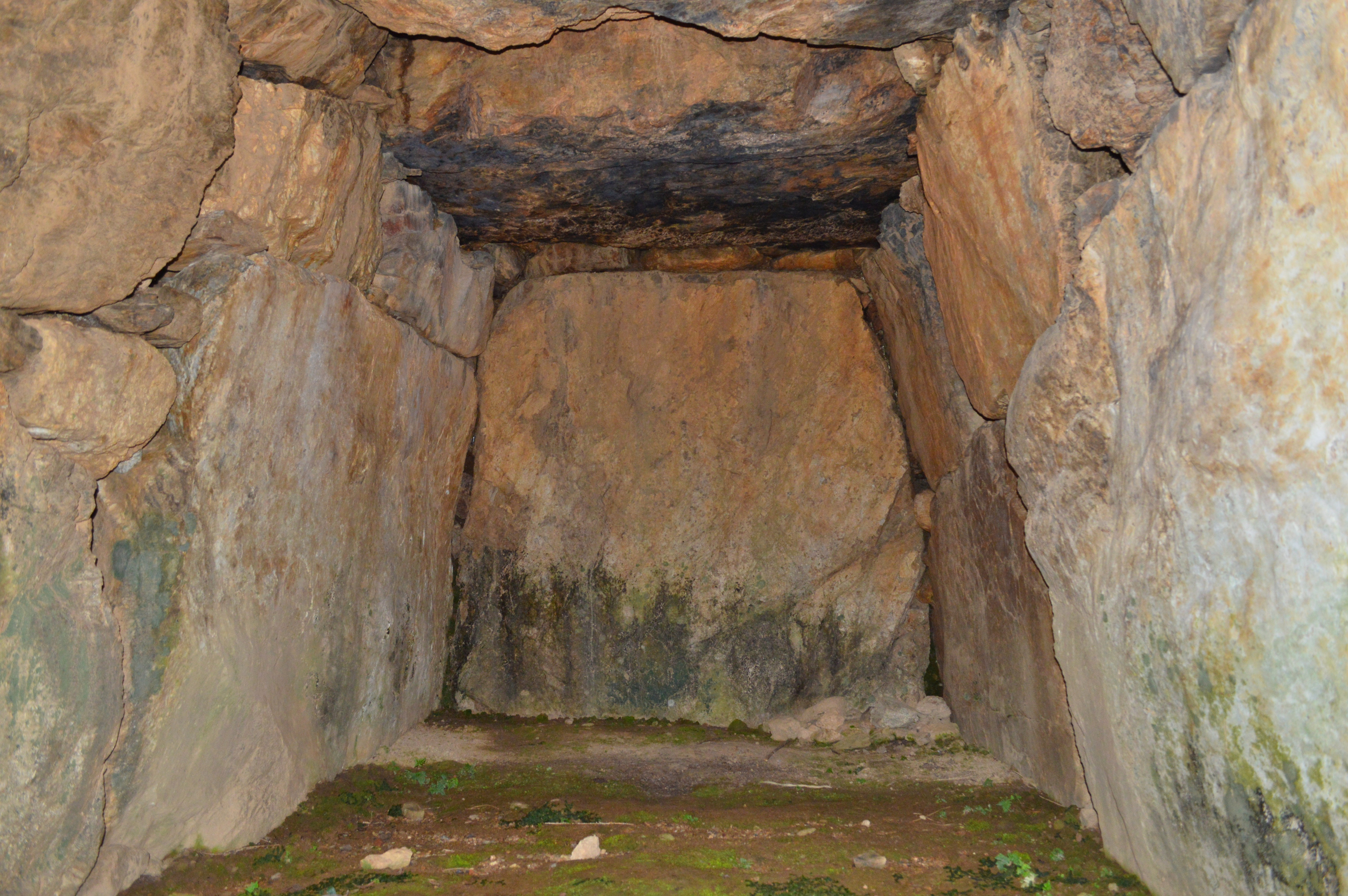
羨道
  - 長：3.9米 - 本來長度為4.9米[3]。
  - 寬：1.1米

- 羨門
- 玄室

## 文化財

### 高知縣指定文化財
- 史跡
  - 朝倉古墳 - 1950年4月21日指定[3]。